# Céramique de Caltagirone

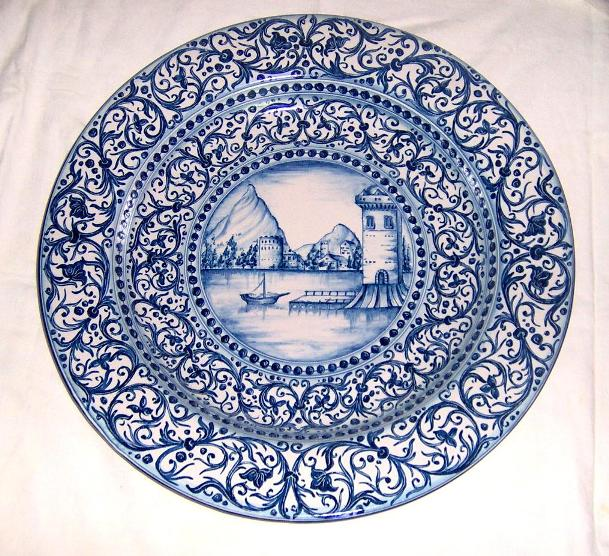
Fangotto en céramique.

La céramique de Caltagirone est un type de céramique élaborée dans le centre homonyme (qui a été déclaré en 2002 patrimoine de l'Unesco). Il est une des plus documentées et stylistiquement variées, ainsi qu'une des plus connues du monde.
Sa connaissance historique se base sur une recherche récente réalisée dans le contexte de la création du musée de la céramique, d'abord dans l'école de céramique locale, et après, dans son propre siège sous l'égide de la République italienne et la région Sicile.

## Histoire

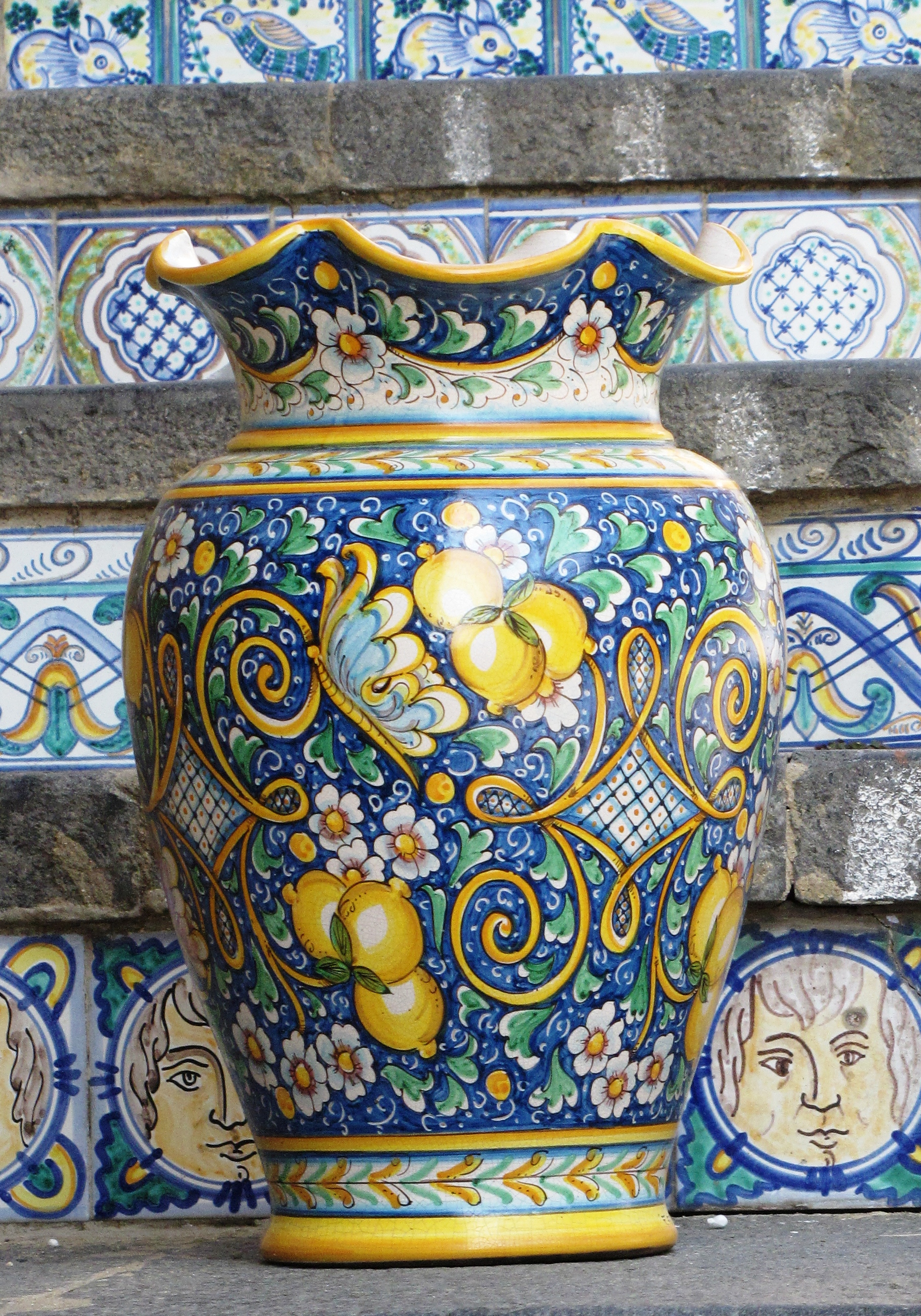
Céramique de Caltagirone.

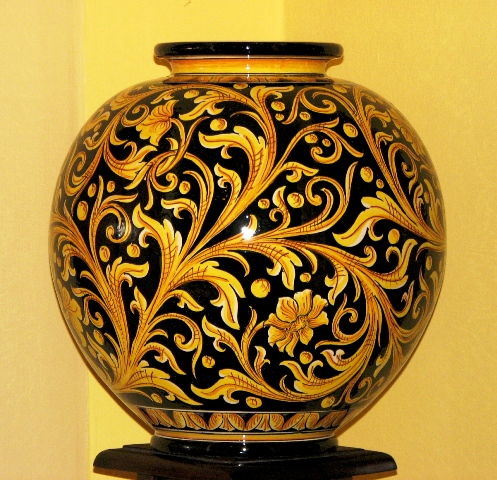
Un pot de céramique de Caltagirone.

Les données archéologiques acquis dans les excavations réalisées par Paolo Orsi dans la zone de Caltagirone confirment ce que le jésuite  Giampaolo Chiarandà a écrit dans son histoire de la ville de Piazza Armerina. L'écrivain  a admis que l'art de la céramique est antécédent à la Sicile arabe et qu'il était pratiquée « par beaucoup de potiers ».
Les raisons pour lesquelles la céramique de Caltagirone a eu une impulsion significative dans le Moyen Âge, se trouvent non seulement dans la qualité des argiles, mais aussi dans les immenses bois proches qui ont fourni le combustible aux nombreux fours des potiers locaux. Les quartare de Caltagirone pour contenir le miel étaient connus partout, aussi bien que la production de miel mentionné par le géographe arabe Al Idrissi. Ils aussi sont mentionnés dans les recensements de biens légués, aussi bien dans celui de Don Matteo Calascibetta, Baron de Costumino, en 1596.
Se trouvaient aussi quelques importants centres éducatifs consacrés à la céramique. En 1918 Don Luigi Sturzo a fondé l'Institut De l'État d'Art de la Céramique, pour que puissent continuer dans cette tradition les artisans locaux.

## Les sifflets
Un objet caractéristique préhistorique se trouve dans le musée de la céramique de Caltagirone, fondé en 1965 et abrité dans le Teatrino del Bonaiuto. C'est un sifflet au son caractéristique, qui a probablement servi pour la chasse dans le bois pour attirer les oiseaux et autres animaux.
Le musée de la céramique de Caltagirone présente des objets datant de l’Antiquité au début du XXe siècle.

## Crèche de Noël
À Caltagirone, les premiers exemples de figures de céramique pour la crèche de Noël  remontent probablement au Moyen Âge. Au  XVIIIe siècle   Antonio Branciforte et Antonio Margioglio rapportent les catégories d'artisans qui produisaient les figurines de la Sainte Famille et des saints. La diffusion du rituel remonte aux principes du XVIIIe siècle, quand les familles de tous les classes sociales concouraient entre elles pour créer la plus belle scénographie ou la figure la plus détaillée de la ville. Ce sont des scènes de la vie populaire, paysanne et pastorale qui ont inspiré les maîtres.
À la fin de siècle, cette tradition, a obtenu des grands niveaux artistiques qui ont promu le tourisme dans la ville de Caltagirone.

Exemples de revêtement en céramique polychrome de Caltagirone
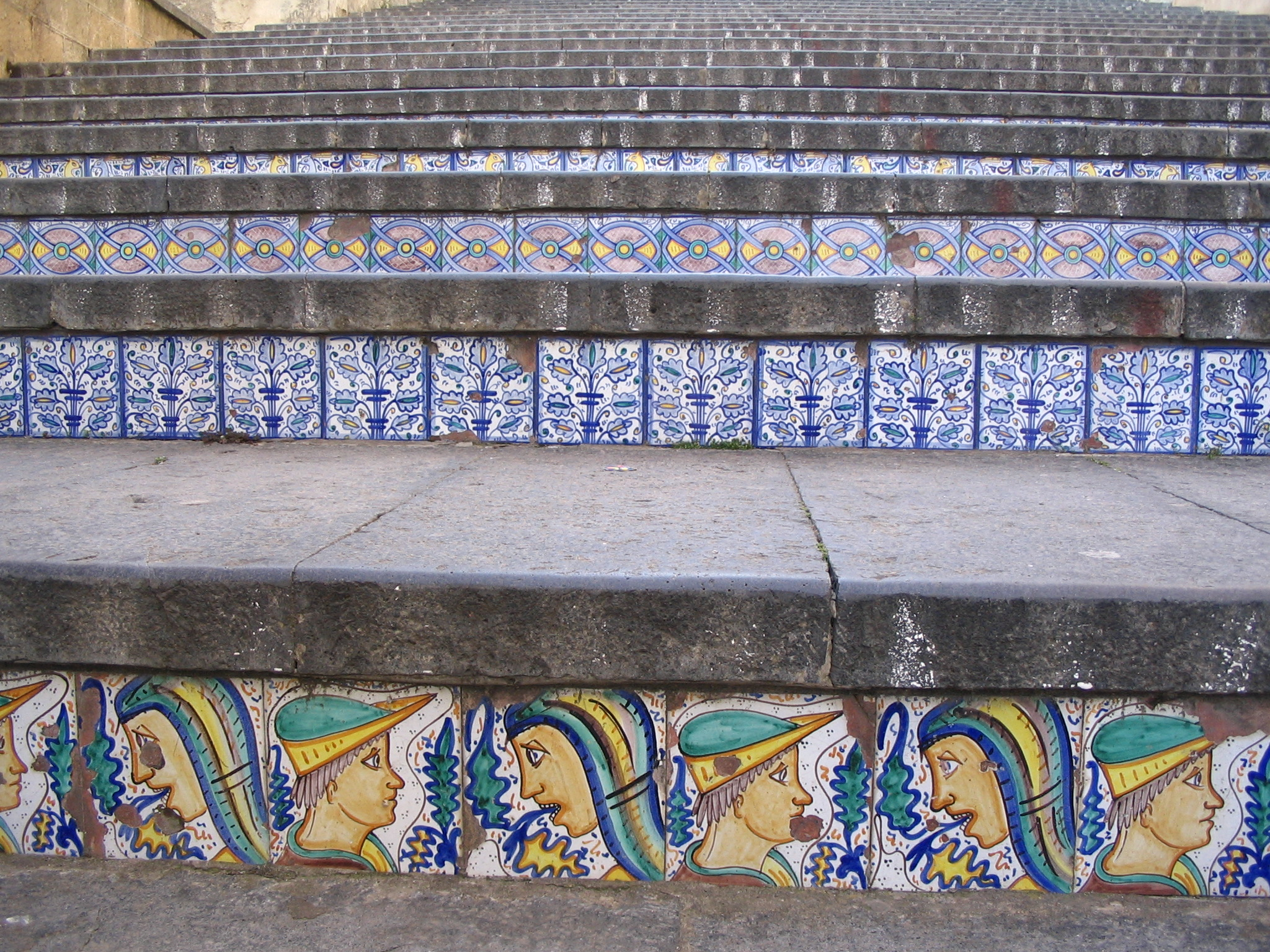
L'escalier de Santa Maria del Monte à Caltagirone.
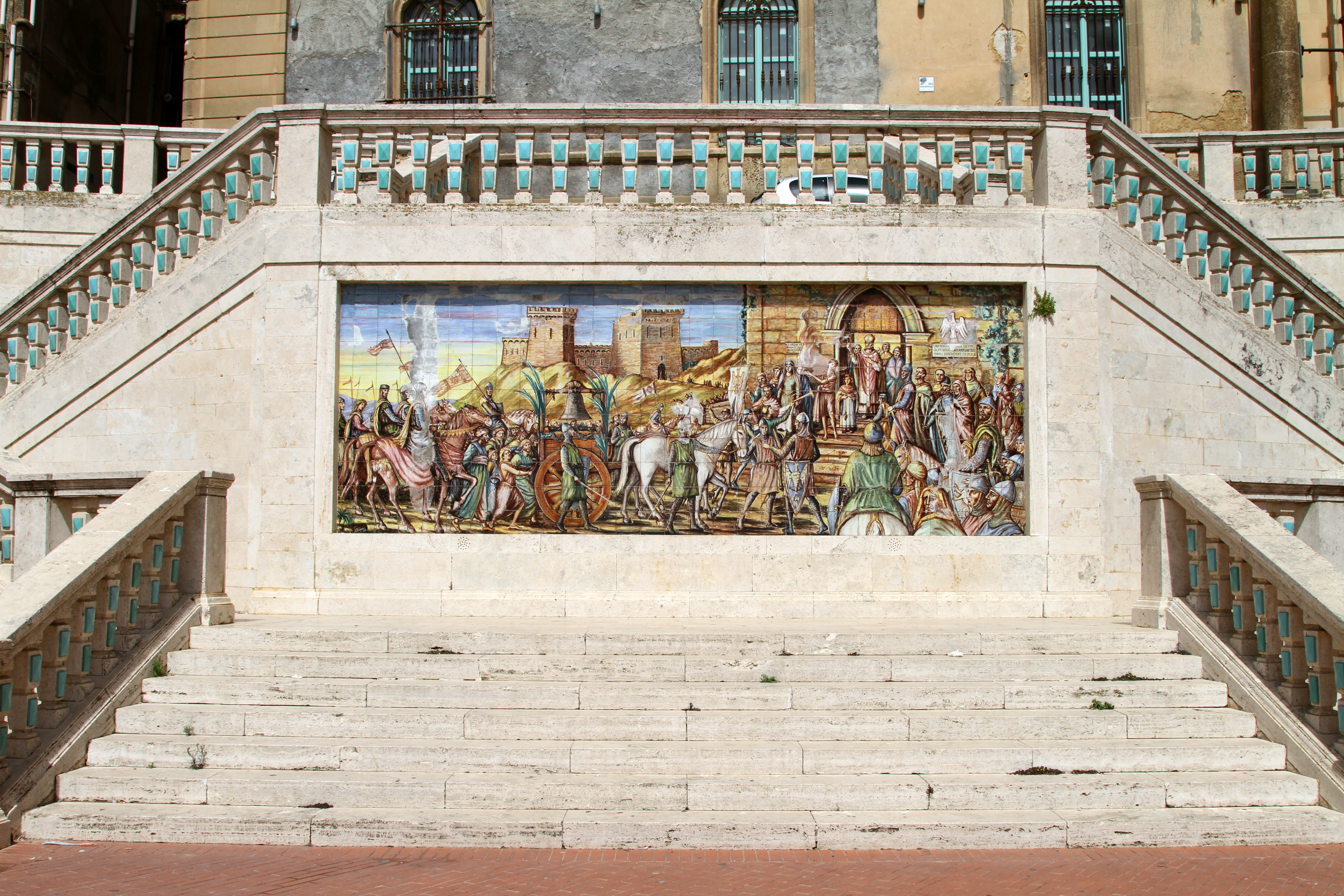
La mosaïque en haut de l'escalier de Santa Maria del Monte.
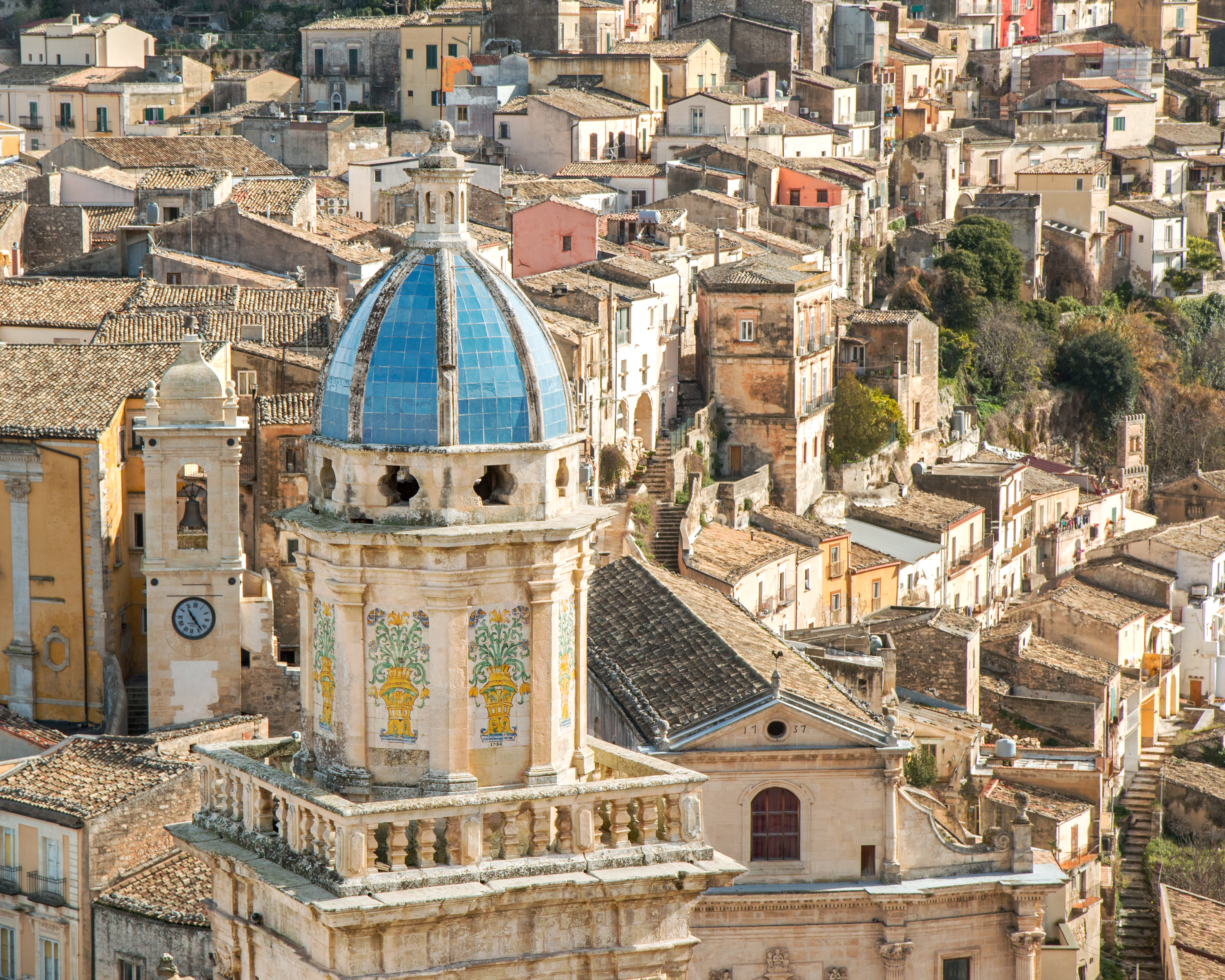
Le campanile de l'église Sainte-Marie-de-l'Itrie à Raguse.